# دبليو إي.177

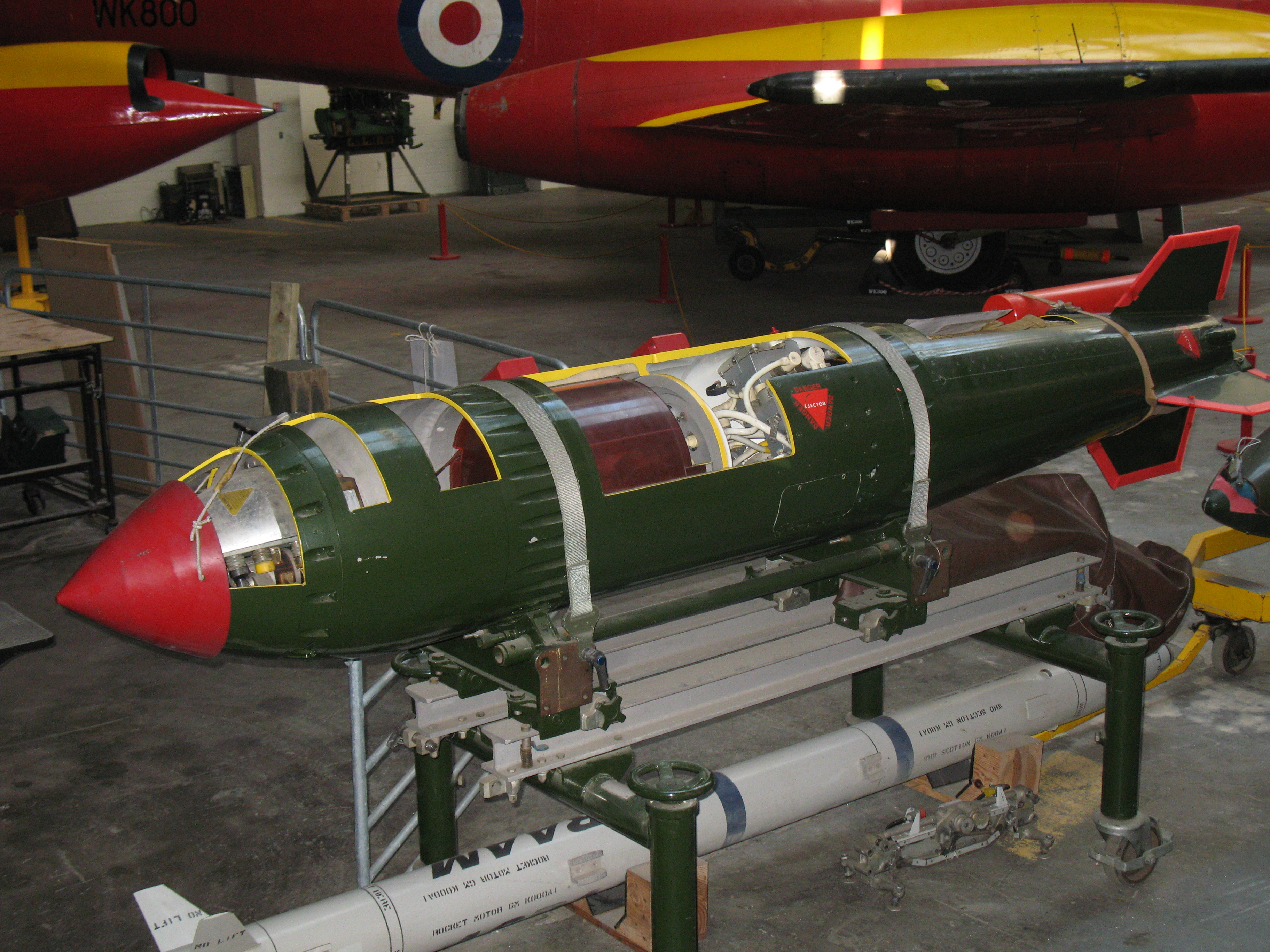

كانت دبليو إي.177، والمصممة في الأصل تحت مسمى دبليو إي 177 وأحيانًا ببساطة دبليو إي177، عبارة عن سلسلة من الأسلحة النووية التكتيكية والاستراتيجية تزودت بها البحرية الملكية (آر إن) وسلاح الجوي الملكي (آر إيه إف). كانت السلسلة السلاح النووي الأساسي في عمليات الإنزال الجوي في المملكة المتحدة من أواخر الستينيات إلى التسعينيات من القرن العشرين.
اعتمد التصميم الأساسي على دبليو 59 الأمريكي، والذي حصلت عليه المملكة المتحدة كجزء من مشاركتها في برنامج جي إيه إم-87 سكايبولت. لم يكن سلاح الجو الملكي سعيدًا بالمرحلة الأولية من دبليو 59، والذي كان عرضة للانفجار العرضي عند التعرض لصدمات ميكانيكية. أُصدرت المتطلبات التشغيلية لوزارة الطيران رقم أو آر.1177 وتطلبت تصميم جديد باستخدام متفجرات أقل حساسية، والذي كان يجري العمل عليه في منشأة أبحاث الأسلحة الذرية تحت اسم «كليو». عندما ألغي برنامج سكايبولت، حصلت المملكة المتحدة على حق الوصول إلى صاروخ يو جي إم-27 بولاريس ورأسه الحربي دبليو 58، لكنهم واصلوا تطوير كليو كسلاح تكتيكي ليحل مكان سلاح ريد بيرد. استخدم السلاح الأساسي الجديد كسلاح انشطاري معزز في تلبية متطلبات لاحقة لسلاح تكتيكي ومضاد للغواصات أصغر حجمًا من أجل الاستخدام البحري.
أُنتجت ثلاث إصدارات إيه وبي وسي. أول إصدار أُنتج كان دبليو إي.117 بي مع مكافئ تي إن تي 450 كيلوطن (1,900 تيرا جول)، ودخل في خدمة سلاح الجو الملكي في محطة كوتسمور التابعة لسلاح الجو في سبتمبر 1966. تأخرت عمليات التسليم الإضافية بسبب الحاجة لإكمال الرؤوس الحربية لبولاريس إيه 3 تي. لم تتلقى البحرية إصدار دبليو إي.177 إيه بمكافئ تي إن تي تقريبًا 10 كيلوطن (42 تيرا جول) الخاص بها حتى عام 1969. تبع ذلك النموذج سي بمكافئ تي إن تي 190 كيلوطن (800 تيرا جول) لسلاح الجو الملكي. يمكن إيصال جميع الإصدارات عن طريق الطائرات ثابتة الجناحين ويمكن عن طريق الإسقاط الحر بالمظلات. يمكن أن يُحمل دبليو إي.177 إيه، في الوضع المضاد للغواصات، أيضًا بواسطة طائرات مروحية وبواسطة نظام صواريخ إيكارا.